# كريستوفر غونارسون
كريستوفر غونارسون (بالسويدية: Kristoffer Gunnarsson)‏ هو لاعب هوكي الجليد سويدي، ولد في 26 فبراير 1997 في بوروس في السويد.

## وصلات خارجية
- كريستوفر غونارسون على موقع دوري الهوكي الوطني (الإنجليزية)
- كريستوفر غونارسون على موقع EliteProspects.com (الإنجليزية)
- كريستوفر غونارسون على موقع Eurohockey.com (الإنجليزية)
- كريستوفر غونارسون على موقع HockeyDB.com (الإنجليزية)